# Jakubów (Ukraina)
Jakubów (ukr. Якубів) – wieś na Ukrainie, w  obwodzie iwanofrankiwskim, w rejonie dolińskim.